# Tellervo birungensis
Tellervo birungensis är en fjärilsart som beskrevs av Hans Fruhstorfer. Tellervo birungensis ingår i släktet Tellervo och familjen praktfjärilar. Inga underarter finns listade i Catalogue of Life.